# Cowfold
Cowfold est un village et une paroisse civile du Royaume-Uni situé entre Billingshurst et Haywards Heath dans le district de Horsham du West Sussex, en Angleterre.

## Monuments religieux
L'église paroissiale anglicane du XIIIe siècle est dédiée à saint Pierre.
À Parkminster, anciennement Picknoll Farm, est établie la chartreuse Saint-Hugues, communément appelée chartreuse de Parkminster. C'est le seul monastère chartreux post-réforme du Royaume-Uni. Une éolienne Bollée, restaurée, s'y dresse.